# SWEETEST MUSIC
「Sweetest Music」（スウィーテスト・ミュージック）は、竹内まりやの6枚目のシングル。1980年12月5日にRCA（現：ソニー・ミュージックレーベルズ）より発売された。4作目となるオリジナル・アルバム『Miss M』と同時発売。

## 解説
A面曲「Sweetest Music」は全編英語詞によるダンサブルな楽曲で、作詞はデヴィッド・ラズリー、作曲はピーター・アレン、演奏にはデイヴィッド・フォスター、ジェイ・グレイドン、TOTOのスティーブ・ルカサー、ジェフ・ポーカロらが参加している。竹内は「二人のバカンス」の次のシングルがこの曲というのはかなりの冒険だったと振り返っている。
本作のジャケットに使用された写真は、当時アメリカで撮影されたもので、アルバム『VARIETY』収録曲「プラスティック・ラヴ」の動画が後年インターネット上で拡散され、海外を中心に1億回以上に上る再生回数を記録した際にイメージ画像として流用された。当初は非公式という形で写真が使用されていたが、2021年11月3日に同曲の別バージョンが12インチ・シングルとしてリリースされた際、ジャケット写真として正式に採用された。
本作のプロモーション用（非売品）として12インチシングル『SWEETEST MUSIC (Disco Version)』（シングル曲のロングバージョン、品番：JRTD-1096）が製作された。

## カバー
Superflyの越智志帆がこの曲をカバーし、2015年5月27日発売のアルバム『WHITE』初回限定盤のボーナス・トラックとして収録された。レコーディングには竹内自身も参加しており、二人によるデュエットナンバーとなっている。越智はこの曲を竹内の武道館ライブに行った際初めて知り、ライブ中にあまりにもカッコ良く体中が熱くなったのを覚えているといい、いつかカバーさせて欲しいと思っていたと話す。また、「スタジオで生の歌声を聞かせていただいたとき、まりやさんのカッコよくも深みのある歌声に衝撃を受け、全身が震えました。まりやさんとのデュエットは、宝物です。素晴らしい機会を与えていただき、心から感謝しています。」とコメントしている。
B面曲「Morning Glory」は山下達郎の作詞・作曲で、山下は自身のアルバム『FOR YOU』でセルフ・カバーしている。

## 収録曲
| #         | タイトル           | 作詞         | 作曲        | 編曲                                   | その他の編曲                                                           | 時間 |
| --------- | ------------------ | ------------ | ----------- | -------------------------------------- | ---------------------------------------------------------------------- | ---- |
| A.        | 「Sweetest Music」 | David Lasley | Peter Allen | Jay Graydon, David Foster (リズム編曲) | Greg Mathieson (ストリングス、ホーン編曲) Bill Champlin (コーラス編曲) | 3:07 |
| B.        | 「Morning Glory」  | 山下達郎     | 山下達郎    | Jay Graydon, David Foster (リズム編曲) | Greg Mathieson (ストリングス、ホーン編曲) 安部恭弘 (コーラス編曲)      | 3:22 |
| 合計時間: | 合計時間:          | 合計時間:    | 合計時間:   | 合計時間:                              | 合計時間:                                                              | 6:29 |

## 参加ミュージシャン
Sweetest Music
- Acoustic & Electric Guitar：Jay Graydon, Steve Lukather
- All Keyboard：David Foster
- Drums：Jeff Porcaro
- Bass：David Hungate
- Background Vocals：Bill Champlin, Tom Kelly, Carmen Twillie

Morning Glory
- Acoustic & Electric Guitar：Jay Graydon, Steve Lukather
- All Keyboard：David Foster
- Drums：Jeff Porcaro
- Bass：David Hungate
- Background Vocals：epo、安部恭弘、宮田茂樹

## 収録アルバム
Sweetest Music
- Miss M
- VIVA MARIYA!!
- RE-COLLECTION II
- Turntable

Morning Glory
- Miss M
- Best Pack
- Morning Glory

## 参考資料
- 『Turntable』（ライナーノーツ）ワーナーミュージック・ジャパン、2019年9月4日。WPCL-13077～79。
- 『Miss M』（ライナーノーツ）アリオラジャパン、2019年2月27日。BVCL 973。 - 30th Anniversary Edition